# No Land! No House! No Vote!

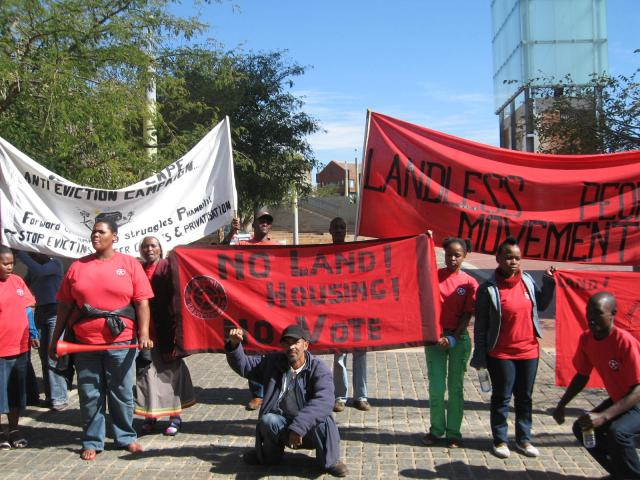
Attivisti protestano davanti alla corte costituzionale sudafricana (2009)

No Land! No House! No Vote! (dall'inglese Nessuna Terra! Nessuna Casa! Nessun Voto!) è il nome di una campagna fondata dal Landless People's Movement nel 2004 e promossa da diversi altri movimenti di persone in condizione di povertà in Sudafrica, che si appella al boicottaggio del voto, a un rifiuto generale verso i partiti politici e al rifiuto delle banche elettorali. Il nome della campagna vuole intendere che finché il governo non affronta problemi importanti per la comunità in crisi (come ad esempio terra e abitazioni) questi movimenti non voteranno.